# Шеј Вебер
Шеј Мајкл Вебер (енгл. Shea Michael Weber; Sicamous, 14. август 1985) професионални је канадски хокејаш на леду који игра на позицији одбрамбеног играча. Хокејом се професионално бави од 2005. године.
На улазном драфту НХЛ лиге одржаном у јуну 2003. у Нешвилу одабрала га је кипа Предаторса као 49. пика у другој рунди. Са Предаторсима је у септембру 2004. потписан први професионални уговор вредан 1 425 000 америчких долара. Годину и по дана касније дебитовао је у НХЛ лиги у утакмици против Ред вингса играној 6. јануара 2006. године, а поменуту дебитантску сезону започео је као играч Милвоки адмиралса, фарм клуба Предаторса у АХЛ лиги. Свој први НХЛ погодак постигао је на утакмици против Сент Луис блуза играној 6. априла исте године. У јулу 2010. постављен је на место петог по реду капитена тима из Нешвила, поставши тако најмлађим капитеном у историји франшизе.
У лето 2012. потписао је нови уговор са Предаторсима вредан 110 милиона америчких долара, у трајању од наредних 14 година, уз бонус од додатних 68 милиона долара.
За репрезентацију Канаде дебитовао је 2005. на светском првенству за играче до 20 година играном у Гранд Фоксу у Северној Дакоти. Након златне јуниорске медаље из 2005. наступао је и на светским првенствима за сениоре 2007. и 2009. где су Канађани освојили златну, односно сребрну медаљу. На првенству 2009. уједно је проглашен и за најбољег одбрамбеног играча и уврштен у идеалну поставу турнира. Највеће успехе са репрезентацијом остварио је на олимпијским турнирима 2010. у Ванкуверу и 2014. у Сочију, у оба наврата освојивши златне олимпијске медаље.